# Friedrich Busse (Eisenbahndirektor)

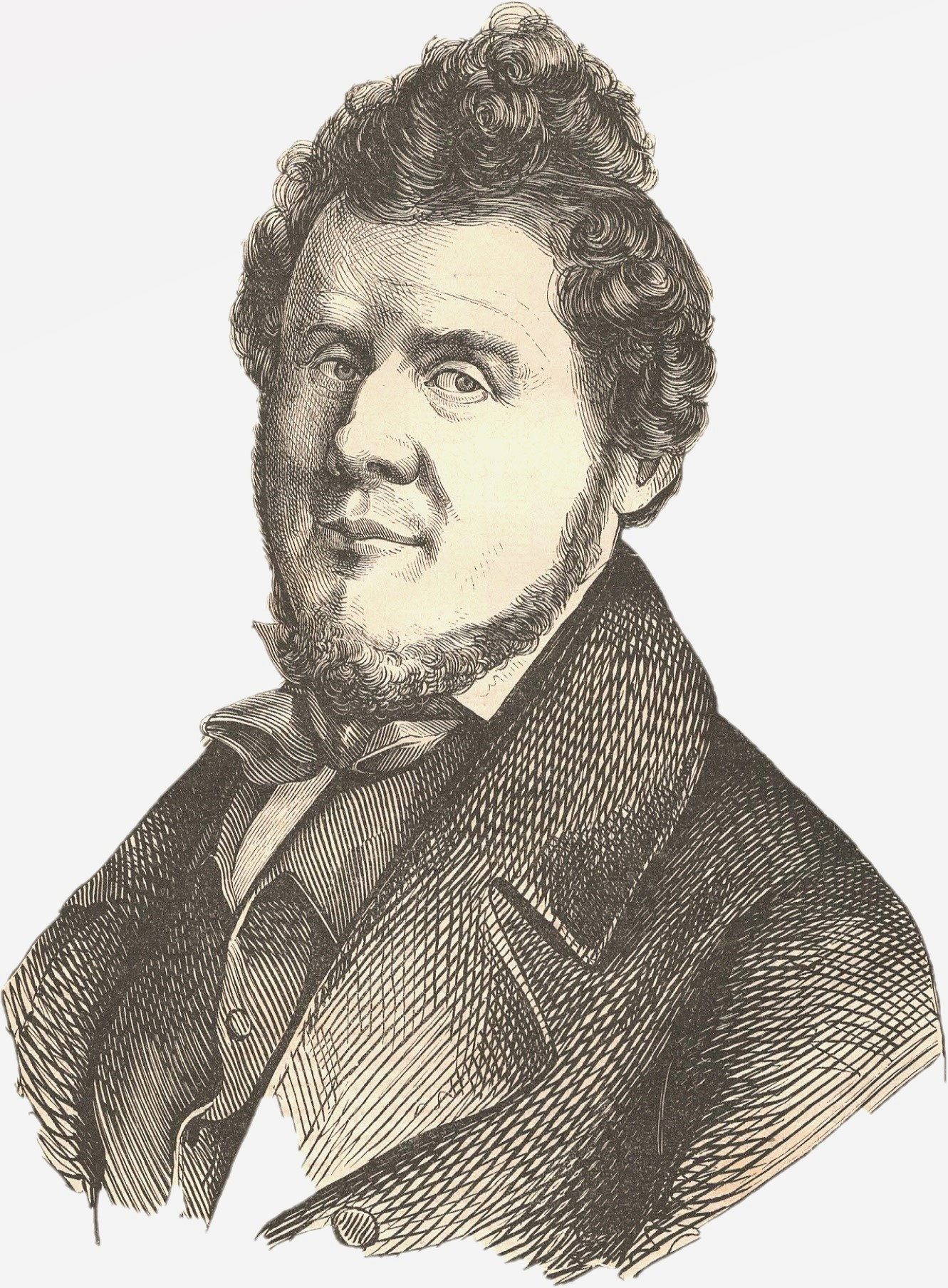
Friedrich Busse 1851

Friedrich Busse (* 3. März 1794 in Hattorf am Harz; † 24. April 1862 in Dresden) war ein deutscher Kaufmann, Erfinder und Manager im Verkehrswesen.

## Leben

### Ausbildung und kaufmännische Tätigkeit
Friedrich Busse erhielt seine schulische Ausbildung an einer Dorfschule, und weil seine Eltern unbemittelt waren, standen ihm auch nur wenige Bücher zur Verfügung, um sich weiterzubilden.
Er absolvierte ab 1810 eine kaufmännische Lehre bei seinem Onkel Albert Dufour-Féronce, der Teilhaber des Handelshauses Dufour war, und blieb bis 1823 in diesem Betrieb in Leipzig. Von 1823 bis Spätherbst 1837 war er als Kaufmann in der Braunschweiger Niederlassung seines Onkels tätig.

### Tätigkeit bei der Leipzig-Dresdner Eisenbahn-Compagnie

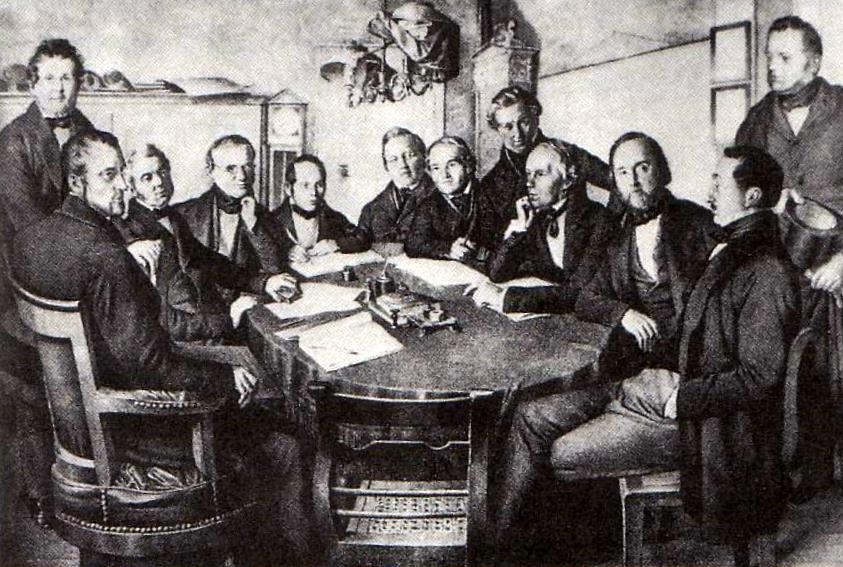
Das Direktorium der Leipzig-Dresdner Eisenbahn-Compagnie; von links nach rechts: Friedrich Busse (Bevollmächtigter), Friedrich Fleischer (1794–1863) (Stellvertreter), Gustav Haberstadt (Stellvertreter), Wilhelm Einert (1794–1868) (Mitglied), Carl Gessler (Sitzungssekretär), Otto Linné Erdmann (Mitglied), Hans Caspar Hirzel (1798–1866) (Mitglied), Carl Lampe (Stellvertreter), Gustav Harkort (Vorsitzender), Albert Dufour-Féronce (Mitglied), Wilhelm Seyfferth (Stellvertreter), Gustav Ludwig Preußer (Stellvertreter) (Abbildung 1852)

1837 erhielt er eine Anstellung bei der Leipzig-Dresdner Eisenbahn-Compagnie, deren Mitbegründer sein Onkel war, und blieb dort bis zu seinem Ruhestand Ende 1861. Er wurde Bevollmächtigter und Betriebsdirektor und baute in dieser Zeit ein Expeditionssystem für den Personen- und Frachttransport auf, das 1837 eingeführt wurde, und das später von Verkehrsunternehmen in ganz Deutschland übernommen wurde. Er ging hierbei von der Annahme aus, dass das Transportwesen der Eisenbahn große Massen von Personen, Gepäck sowie Frachtgütern aller Art befördern müsse, und dazu nur die einfachsten Vorrichtungen zu verwenden sein sollten, so dass nur wenig Personal eingesetzt werden muss. Das System beschrieb er sehr ausführlich in seiner Schrift Das Expeditionswesen auf der Leipzig Dresdner Eisenbahn. Anerkennung erfuhr er hierfür unter anderem von dem Spezialdirektor der Berlin-Stettiner Eisenbahn-Gesellschaft, Friedrich Wilhelm von Reden, und dem französischen Ingenieur Louis Le Chatelier. Er formulierte auch die Dienstinstruktionen und durchlief hierzu alle betreffenden Dienstzweige, um diese von der Pike auf kennenzulernen. 
Um von britischen Importen unabhängig zu werden, gründete er in Leipzig die erste Eisenbahnwagen-Produktion in Deutschland und gilt seitdem als Vater der deutschen Eisenbahn. 
Mit großem persönlichem Engagement und Einsatz löste er die Aufgabe, das notwendige Kapital für die neue Beförderungsart zu beschaffen, die Preise niedrig zu halten und dennoch rentabel zu sein. Er war ständig bemüht, Verbesserungen zu entwerfen, um Sparsamkeit und Zweckmäßigkeit fördern zu können und weckte hierbei die Begeisterung seiner Untergebenen derart, dass sie ihm, trotz ungewöhnlicher Arbeitszeiten, zur Seite standen; unter anderem verbesserte er die Bauweise der Achsen, sodass es zu keinen Achsbrüchen mehr kommen konnte. Er setzte sich auch dafür ein, dass zum Betrieb der Eisenbahn nur sächsische Kohle genutzt werden durfte, gegen das Vorurteil, dass dafür lediglich britische Kohle geeignet sei. 
Aufgrund seines autodidaktisch erworbenen technischen Wissens konnte er diverse Verbesserungen an den technischen Vorrichtungen der Züge und Waggons erarbeiten und umsetzen lassen, beispielsweise die Konstruktion einer Schutzfeder für die Bogenfedern der Eisenbahnwagen, einen Schmierapparat für Eisenbahnwagen oder die Konstruktion der Anti-Vibrations-Räder aus Holz und Eisen. 
1858 konstruierte er ein Windrad, das dem Western-Windrad von Daniel Halladay ähnelte.

### Familie
Friedrich Busse war verheiratet. Seine Tochter, Anna Caecilie Busse (1830–1903), war mit dem Geografen Sophus Ruge verheiratet. 

## Ehrungen
- Am 27. Januar 1892 wurde beschlossen, einer Straße im Leipziger Stadtteil Neustadt ihm zu Ehren den Namen Bussestraße zu geben.[4]

## Schriften (Auswahl)
- Das Expeditionswesen auf der Leipzig Dresdner Eisenbahn. 1842.